# Randibreen
Der Randibreen (norwegisch) ist ein Gletscher im Süden der subantarktischen Bouvetinsel. An der Vogt-Küste mündet er 1,4 km westlich des Nyknausen in den Südatlantik.
Wissenschaftler des Norwegischen Polarinstituts benannten ihn 1980. Der weitere Benennungshintergrund ist nicht überliefert.